# Distrito de Campoverde
El distrito peruano de Campoverde es uno de los siete que conforman la Provincia de Coronel Portillo, en el departamento de Ucayali. Limita al norte con el distrito de Nueva Requena, al este con el distrito de Callería, el distrito de Manantay y el distrito de Yarinacocha, al sur y al oeste con el departamento de Huánuco.

## Historia
Fue creado mediante la Ley 23416 del 1 de junio de 1982. Tiene una extensión superior a los  1 164,74 km². La capital distrital es el pueblo de Campo verde.

## Geografía humana
En este distrito de la Amazonia peruana habita la población mestiza '.

## Población
El distrito cuenta con una población total de 17215 habitantes con 4716 viviendas distribuidos en 96 centros poblados.
Su capital el pueblo de Campo verde a 193 m s. n. m. cuenta con una población de 5256 habitantes y 1275 vivientas.
| Centro Poblado       | Tipo    | Altitud m s. n. m. | Habitantes 2017 | Viviendas 2017 |
| -------------------- | ------- | ------------------ | --------------- | -------------- |
| Hierbas Buenas       | Caserío | 200                | 357             | 98             |
| La Merced de Neshuya | Caserío | 184                | 687             | 174            |
| San José             | Caserío | 155                | 579             | 165            |
| Santo Rosa de Lima   | Caserío | 193                | 398             | 109            |
| Buena Tierra         | Caserío | 148                | 487             | 155            |

## Atractivos turísticos
- Jardin Etnobotanico Kuka, cuenta con 2 ha de bosques secundarios en una terraza no inundable, donde se ubica más de 500 plantas de diversa especies del tipo ornamental, medicinal, frutal y forestal. Tiene más de 25 años en funcionamiento y cuenta con certificación orgánica.

- Laguna Pimientacocha, se trata de un espejo de agua de 10 ha de 500 m de largo por 3mm m en su punto más ancho y una profundidad máxima de 6 m. Sus aguas provienen de filtraciones del subsuelo y lluvias. En la zona se produce mucho pimiento.

## Autoridades

### Municipales
- 2015-2018[3]
  - Alcalde: Maximiliano Supa Carhuas, de Ucayali Región con Futuro.
  - Regidores:

  1. Alberto Acencio Pastrana Mogrovejo (Ucayali Región con Futuro)
  2. Tulio Del Águila Reategui (Ucayali Región con Futuro)
  3. Mariela Cashu Tananta (Ucayali Región con Futuro)
  4. Vick Kayser Rojas Ramírez (Ucayali Región con Futuro)
  5. Erika Marlene Sánchez Guillen (Movimiento Independiente Regional Cambio Ucayalino)